# En mor till salu
En mor till salu är en svensk komedifars som hade premiär på Vallarnas friluftsteater i Falkenberg den 4 juli 2010. Föreställningen släpptes på DVD den 20 april 2011.

## Handling
Farsen utspelar sig 1926 och dottern Rut blir inte glad då hon får reda på att hennes nyss avlidne far, Valter Liljefors, inte hade några pengar. Rut får reda på att om hennes mamma, Elsa Liljefors, gifter om sig, då får Rut huset och bestämmer sig för att hitta en friare.
Ruts äldre halvsyster, Johanna, anar tämligen omgående att Rut har något fuffens för sig, och Johanna försöker hindra Rut från att lyckas, och lite hjälp får hon av familjens lite glömske betjänt, Alf. Samtidigt traskar ortens pastor och en knalle omkring på gården med svarta affärer sinsemellan.

## Rollista
| Siw Carlsson       | – Fru Elsa Liljefors                           |
| Jeanette Capocci   | – Johanna "Lillan", Ruts äldre halvsyster      |
| Anna Carlsson      | – Rut "Citronen" Liljefors                     |
| Jojje Jönsson      | – Alf, betjänt                                 |
| Stefan Gerhardsson | – Pastor Stig Berg                             |
| Mikael Riesebeck   | – Allan "Knallan" Hägg                         |
| Hans-Peter Edh     | – Karsten Kumlin / Mårten, pessimistisk friare |
| Thomas Hedengran   | – Oscar, dräng                                 |